# Русско-византийский договор (971)
Ру́сско-византи́йский договор 971 года — международный договор между Киевской Русью и Византией. Регулировал русско-византийские отношения. Заключён после неудачной осады Доростола в июле 971 года князем Святославом Игоревичем. 
Сохранился в списках в составе «Повести временных лет».
Один из древнейших письменных источников по русскому праву.
Была записана хартия между сторонами:
- Русь: От лица самого князя Святослава при присутствии княжеского воеводы Свенельда;
- Византия: От императоров Василия II и Константина VIII при участии императора Иоанна I Цимисхия[1].

Основной темой договора было согласие князя Святослава не воевать с Византией, Болгарией и Херсонской землёй, а также не способствовать каким-либо образом войне и не помогать другим в борьбе с Византией.
О заключении соглашения между Византией и Русью, помимо летописных известий, говорится также в «Истории» Льва Диакона.
Договор и византийские источники подтверждают сохранение скандинавского элемента в составе элиты политии Рюриковичей. Все три известных по имени военачальника войска Святослава, который носил уже славянское имя, — Сфенкел / Сфангел (греч. Σφέγκελος / Σφάγγελος; др.-сканд. *Sveinkell), Икмор (греч. Ἴκμορ; др.-сканд. Ing(i)marr) и Свенельд (др.-рус. Свѣнал(ь)дъ; др.-сканд. Sveinaldr) — имели древнескандинавские имена.